# 哈特 (密歇根州)
哈特（英語：Hart）是一個位於美國密歇根州奧希阿納縣的城市。根據2010年美國人口普查，該地共人口2126人，而該地的面積約為4.05平方千米。同時該地也是奧希阿納縣的縣治。

## 地理
哈特的座標為43°41′58″N 86°21′57″W / 43.69944°N 86.36583°W，而該地的平均海拔高度為208米（即682英尺）。